# Affaire Eugène Charrieau
L'affaire Eugène Charrieau est une affaire judiciaire mettant en cause le prêtre Eugène Charrieau, condamné en 2023, à vingt ans de prison pour avoir agressé sexuellement 12 enfants, filles et garçons, entre 1982 et 1999. À l'époque, c'est la condamnation la plus importante prononcée en France pour des faits de pédophilie commis par un prêtre.

## Historique
Eugène Charrieau est le curé de Chapelle-Royale (diocèse de Chartres) dans le département d'Eure-et-Loir en région Centre-Val de Loire de 1957 à 1996.
De 1957 à 2000, il abuse d'enfants, probablement une centaine, pendant le catéchisme, dans la sacristie ou chez lui dans sa maison.
En février 2000, à la suite d'un signalement à son encontre, le parquet de Chartres ouvre une enquête pour suspicion d'agression sexuelle sur une jeune fille de 15 ans. Eugène Charrieau, à la retraite et âgé de 80 ans, est alors mis en examen et écroué à Chartres pour viols et agressions sexuelles sur mineures de 15 ans.
Au fil de l'enquête, il apparait que le prêtre a abusé de plusieurs enfants, soit 12 filles et garçons mais sans tenir compte des victimes dont les agressions sont des faits prescrits,.
En janvier 2003, il est condamné par la cour d'assises de Chartres à vingt ans de réclusion criminelle pour viols et agressions sexuelles sur douze enfants pour des faits entre 1982 et 1999. À l'époque, c'est la condamnation la plus importante prononcée en France pour des faits de pédophilie commis par un prêtre,. 
Trois autres victimes sont venues témoigner lors du procès ; deux sœurs pour des agressions en 1952 et un homme pour des faits allégués en 1965. 
Le prêtre est mort peu de temps après son jugement.